# 小叶硬叶柳
小叶硬叶柳（学名：Salix sclerophylla var. tibetica）为杨柳科柳属下的一个变种。

## 扩展阅读
- 維基物種上的相關：小叶硬叶柳